# Pagetova bolezen kosti
Pagetova (izgovorjava: pêdžitova) bolézen kostí ali deformirajóči osteítis je kronična bolezen okostja, pri kateri kosti nenormalno rastejo, se povečajo in zmehčajo. Poimenovana je po Jamesu Pagetu, britanskem kirurgu, ki je omenjeno bolezen prvi opisal. Zaradi prekomerne razgradnje kostnine kosti postanejo krhke, kar povzroča bolečine v kosteh, artritis, deformacije kosti in zlome. Povzroči jo lahko virusna okužba, na primer s paramiksovirusi, med katere sodita virus ošpic in respiratorni sincicijski virus. Do okužbe pride mnogo let pred nastopom simptomov Pagetove bolezni kosti. Pomemben je tudi dednostni dejavnik.
Bolezen redko diagnosticiramo pri ljudeh, mlajših od 40 let. Moške bolezen prizadene pogosteje kot ženske. Prevalenca bolezni znaša 1,5 do 8 odstotkov prebivalstva. Pomembni sta čimprejšnja diagnoza ter ustrezno zdravljenje, zato je priporočljivo pri posameznikih, pri katerih se bolezen pojavlja v družini, da po 40. letu opravi preskus na alkalno fosfatazo na dve do tri leta. Če preskus alkalne fosfataze pokaže previsoke vrednosti, se opravijo bolj specifične preiskave, kot so kostno specifični preskus na alkalno fosfatazo, skeniranje kosti ali rentgenski pregled kosti.